# Cédric Djeugoué
Cédric Djeugoué (* 28. August 1992 in Mankwa) ist ein kamerunischer Fußballspieler. Er gilt als vielseitiger Abwehrspieler, der sowohl in der Innen- als auch der Außenverteidigung sowie als defensiver Mittelfeldspieler eingesetzt werden kann.

## Karriere
Djeugoué wurde an der Kadji Sports Academy ausgebildet und wechselte 2009 in den Tschad zu Foullah Edifice. Dort war er Stammspieler in der Innenverteidigung. Mit Foullah Edifice gewann Djeugoué 2011 die Meisterschaft und erreichte damit die Qualifikation für die CAF Champions League 2012, wo man sich aber in der Vorrunde dem algerischen Verein JSM Béjaïa geschlagen geben musste. Es wurde auch versucht, ihn für die Nationalmannschaft des Tschad zu gewinnen. Dieses Angebot lehnte Djeugoué jedoch ab.
2012 wechselte er zurück nach Kamerun, wo er zunächst bei Douala AC unterschrieb. Hier machte er Emmanuel Ndoube Bosso auf sich aufmerksam, der ihn 2013 in den Kader für die anstehende Nationenmeisterschaft 2014 berief. Er bestritt zwei Qualifikationsspiele, für die Endrunde konnte sich Kamerun jedoch nicht qualifizieren. Seit 2014 spielt Djeugoué für den kamerunischen Spitzenclub Cotonsport Garoua.
2014 wurde Djeugoué von Volker Finke auch in die A-Nationalmannschaft berufen. In der Vorbereitung zur Fußball-Weltmeisterschaft 2014 debütierte er beim 2:0-Sieg gegen Mazedonien am 26. Mai. Wenige Tage später wurde er in den kamerunischen Kader zur Fußball-Weltmeisterschaft 2014 berufen. Er ist der einzige Feldspieler im Kader, der in der heimischen Liga unter Vertrag steht.